# Teplota vznícení
Teplota vznícení je nejnižší teplota, při které se optimální směs par nebo plynů dané látky se vzduchem za předepsaných podmínek vznítí. Za vznícení se považuje začátek chemické reakce směsi plynu nebo páry se vzduchem za objevení otevřeného plamene (začátek hoření). Při stanovení teploty vznícení se vznícení vyvolá pouze působením tepla, nikoliv iniciačním zdrojem (plamenem nebo jiskrou).
Teplota vznícení je kritériem pro zařazení látek do teplotních tříd podle ČSN 33 0371 za účelem správného provedení elektrických rozvodů v prostředí s nebezpečím výbuchu
| Teplotní třída | Teplota vznícení (°C) | Příklad s uvedením teploty vznícení |
| -------------- | --------------------- | ----------------------------------- |
| T1             | nad 450               | aceton (465)                        |
| T2             | nad 300 do 450        | butanol (408)                       |
| T3             | nad 200 do 300        | n-heptan (215)                      |
| T4             | nad 135 do 200        | acetaldehyd (140)                   |
| T5             | nad 100 do 135        | sirouhlík (102)                     |
| T6             | nad 85 do 100         | ethylnitrit (90)                    |

Hodnota teploty vznícení má však i širší význam, neboť představuje teplotu, která je nebezpečná pro vznícení směsi hořlavých plynů nebo par i od jiných zdrojů, např. zahřáté části strojů, tepelné výměníky a rozvody.
Nutnost znalosti této teploty lze ilustrovat například těmito údaji:
- teplota vznícení látek běžně užívaných v průmyslu začíná již kolem 100 °C (sirouhlík, acetaldehyd, ropné produkty s vysokou molekulovou hmotností)
- teplota vysokotlaké přehřáté páry může být vyšší než 450 °C, povrchová teplota zařízení ve zvláštních provozech (krakovací jednotky) mohou být ještě vyšší.

Teplota vznícení se může vlivem různých materiálů, ve srovnání s laboratorními podmínkami zkoušky, značně měnit. Například hydrazin s teplotou vznícení 270 °C se může ve zkorodovaném ocelovém potrubí vznítit i za běžné teploty.

## Tuhé látky
U tuhých hořlavých látek se určuje teplota vznícení SIT (self ignition temperature), která je definována jako nejnižší teplota vzduchu, proudícího kolem vzorku, při které dojde k samostatnému zapálení vzorku nebo produktů jeho rozkladu bez přítomnosti vnějšího zápalného zdroje. Pro její laboratorní určení se zpravidla užívá Setchkinova odporová pec.